# Parksee Lohne
Der Parksee Lohne ist ein See in der niedersächsischen Gemeinde Isernhagen in der Region Hannover. Er liegt nördlich von Altwarmbüchen und westlich der Bundesautobahn 7 im Landschaftsschutzgebiet „Obere Wietze“.
Der See ist in ein kleines Waldgebiet eingebettet. An mehreren Stellen befinden sich Liegewiesen, im Bereich des Südufers auch kleine Sandstrände. Der als Badesee genutzte See wird bewirtschaftet, sanitäre Anlagen sind vorhanden. Im Südwesten befindet sich ein Campingplatz mit einem Gastronomiebetrieb.
Über einen Graben entwässern nördlich des Sees liegende landwirtschaftliche Nutzflächen in den Parksee Lohne. Auf diesem Weg gelangen Nährstoffe in den See, die Algenwachstum begünstigen können.

## Bildergalerie

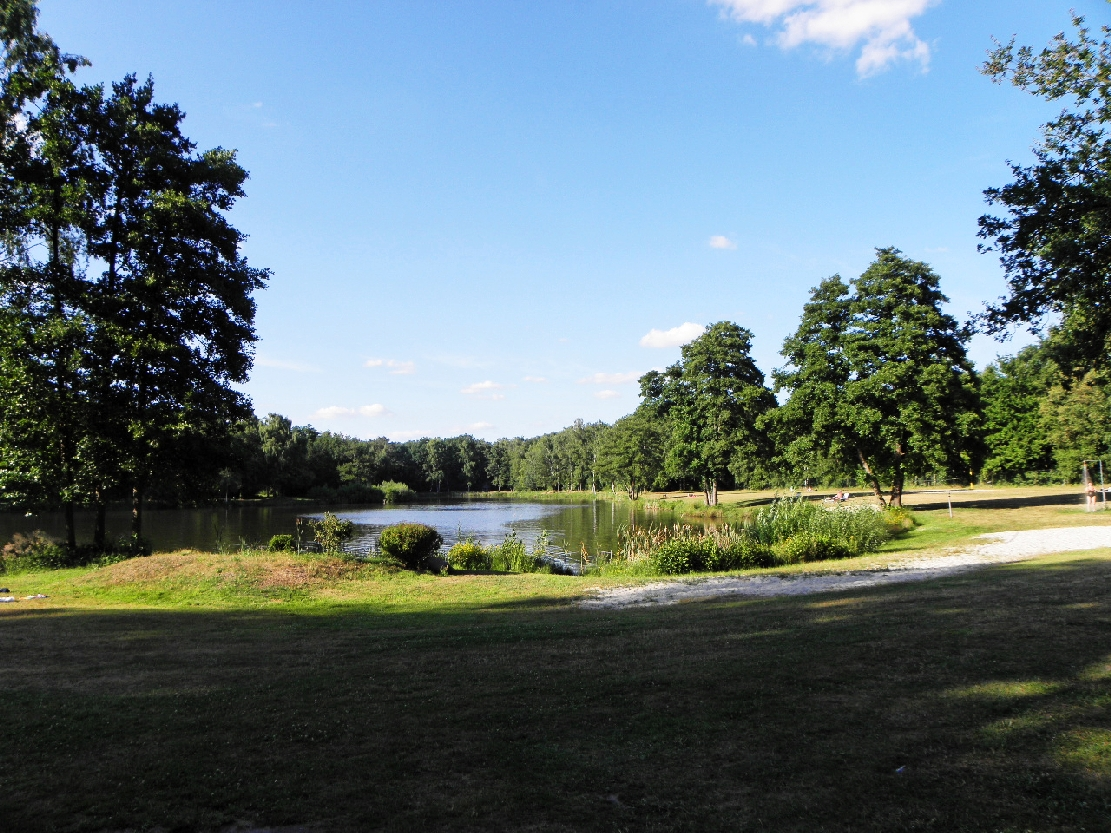
Parksee Lohne vom Südufer gesehen, 2013
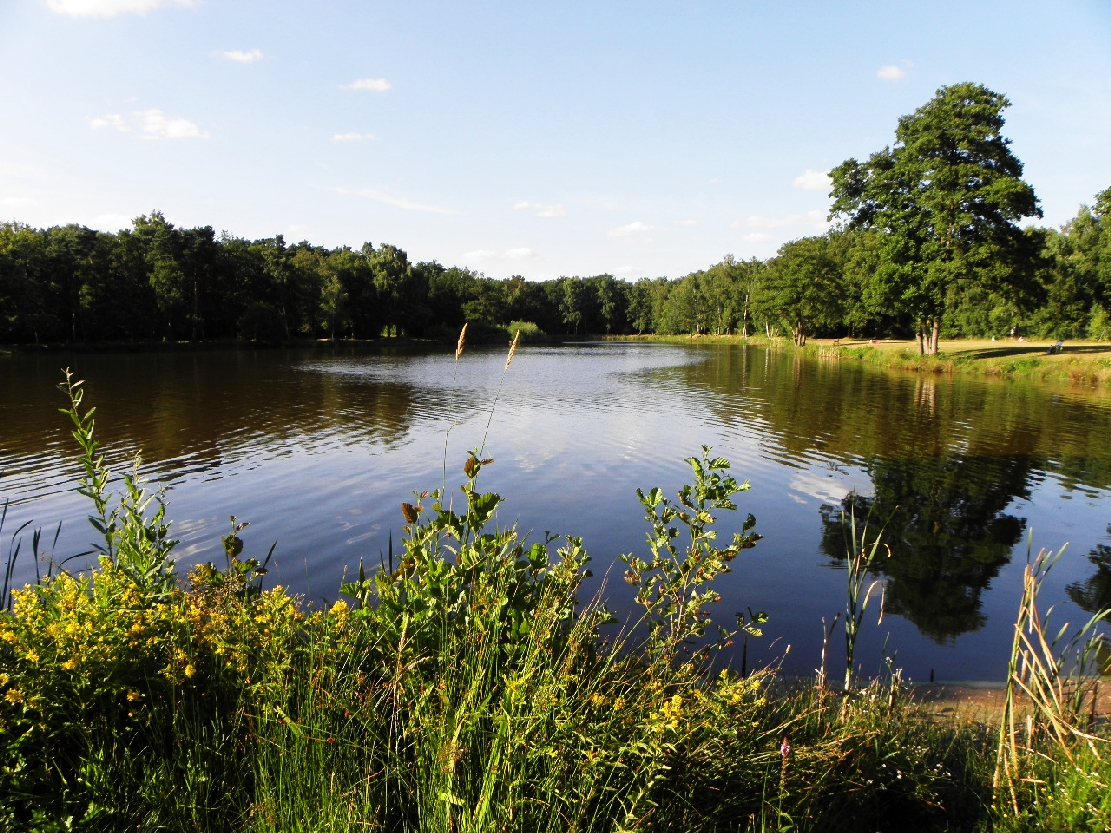
Uferbewuchs am Südufer, 2013
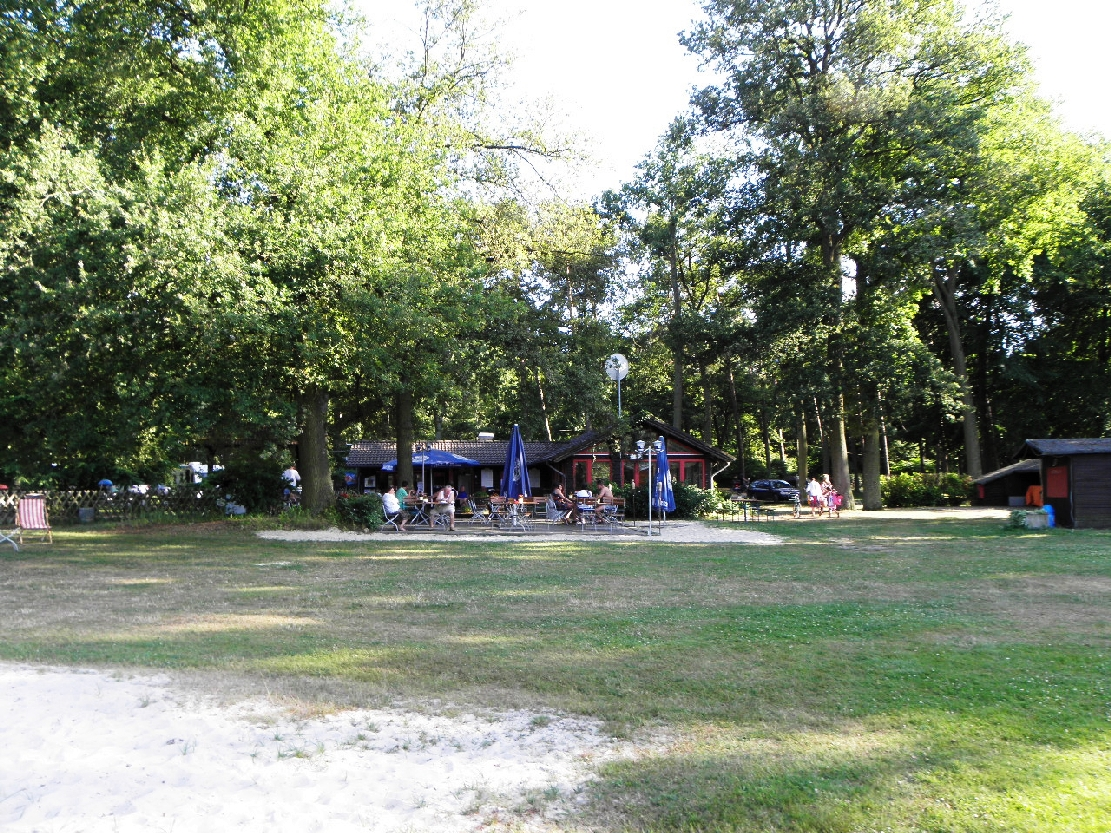
Campingplatzanlage, 2013